# Train miniature gaillacois

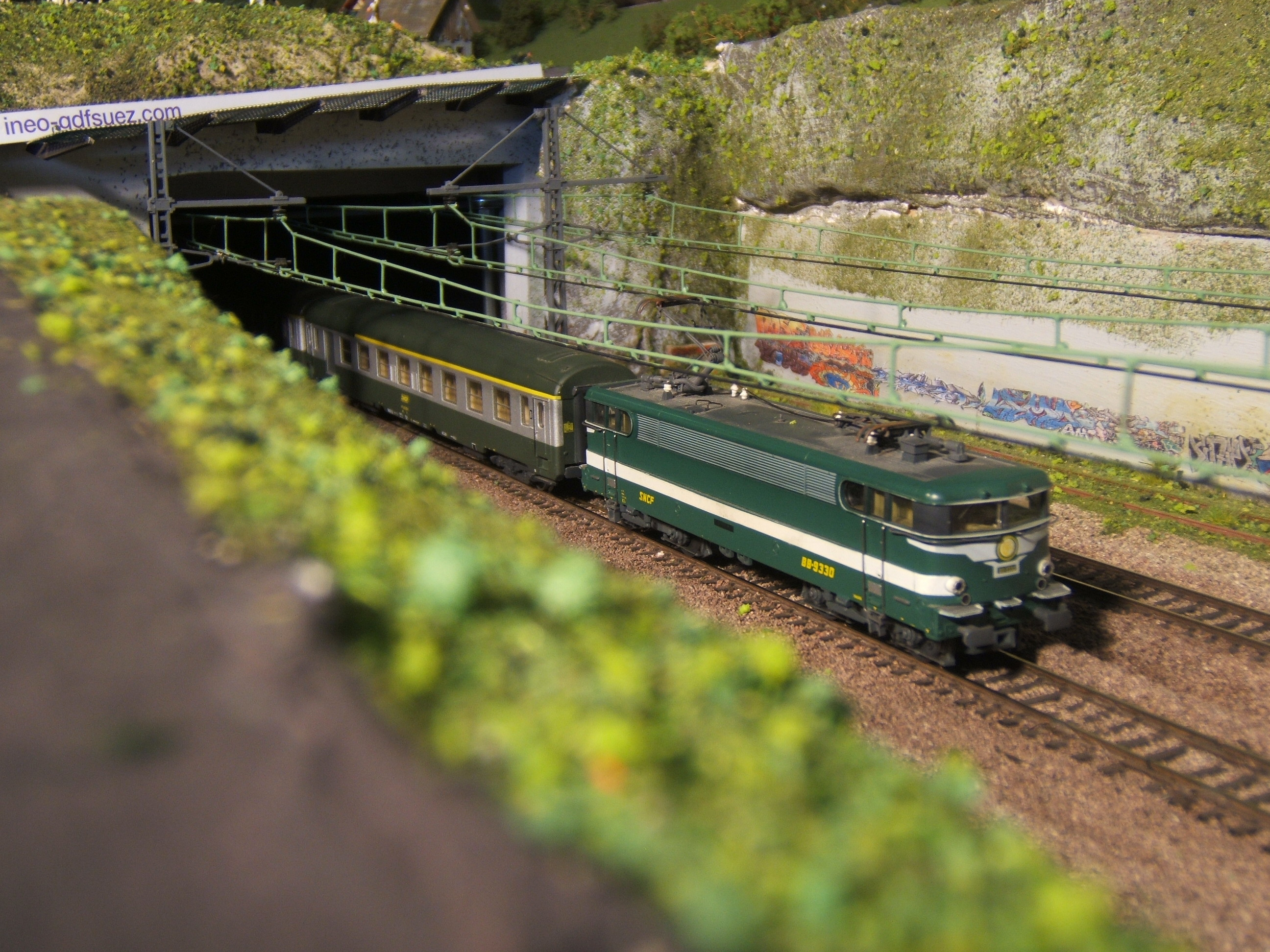
9300 roco sur le réseau du club.

Le train miniature gaillacois est un important réseau de trains électriques, construit et géré par un club local (association loi de 1901) de modélisme ferroviaire situé à Gaillac dans le département du Tarn.

## Historique
Le club a été créé en février 1985 par quelques passionnés de train et de modélisme. Initialement installé proche de la gare de Gaillac, il a déménagé en 1995 pour les locaux qu'il occupe toujours en périphérie de la ville.

## Réseau

### Plan de voie
Le plateau de 200 m2 supporte 600 mètres de voie à l'échelle HO (réduction au 1/87e) et 192 aiguillages. Trois circuits sont imbriqués où circulent jusqu'à dix huit trains simultanément. C'est un des plus grands réseaux du sud-ouest. 
Le circuit TGV : cet ovale fait le tour du réseau et permet des vitesses élevées. Il est doté d'une gare construite en 2012-2013.
Le circuit en double voie permet la circulation de longs trains comme dans la réalité avec des rames de quinze voitures ou des trains de fret de plus de vingt wagons. Il est doté de deux gares reproduisant les bâtiments de Toulouse-Matabiau et Saint-Sulpice.
Le circuit local est à voie unique, les trains ne pouvant se croiser qu'en gare. Il est doté de quatre gares reproduisant celles de Gaillac, Lexos, Rabastens et Albi-Madeleine.
Le fonctionnement du réseau se faisait en système analogique grâce à une salle de relais. Depuis 2016, le circuit TGV a été converti au système numérique. La transformation du reste du réseau est envisagée mais il n'y a pas de délais prévus, l'avancement étant tributaire du temps disponible des bénévoles et de la situation financière de l'association.

### Matériel roulant
Sur la LGV circulent des reproductions de TGV divers : Thalys, TGV Atlantique, TGV sud-est...
Sur le circuit à double voie, le matériel moteur et celui que l'on peut trouver sur la ligne transversale Bordeaux-Sète. 
Sur le réseau à voie unique, seuls les modèles reproduisant des engins à moteur thermique sont autorisés. Il s'agit de séries de motrices ou autorails visibles sur la ligne entre Toulouse et Albi.

## Fonctionnement
Construit et géré par des bénévoles, la visite du réseau est payante, il est ouvert entre 14 heures et 18 h les dimanches dans l'année, les mercredis et dimanche en juillet et en août. Pour les groupes de dix personnes ou plus l'ouverture peut se faire sur rendez-vous.